# 道の駅きなんせ岩美
道の駅きなんせ岩美（みちのえき きなんせいわみ）は、鳥取県岩美郡岩美町新井（にい）にある国道9号の道の駅である。

## 概要
「きなんせ」とは、鳥取の方言で「来てください」の意味。

## 歴史
- 2015年（平成27年）
  - 4月15日 - 国土交通省より道の駅第43回登録において、「道の駅きなんせ岩美」として登録。
  - 7月20日 -開駅。

## 施設
施設の管理・運営は第三セクターの「株式会社いわみ道の駅」が行っている。
- 駐車場[1]：75台
  - 普通車：65台
  - 大型車：8台
  - 身障者用：2台
- トイレ[1]
  - 男：大 3器・小 7器
  - 女：7器
  - 身障者用：2器
- レストラン[1]
  - 天然海水いけす「海陽亭」（10:00 - 20:00、ラストオーダー19:30）
- 喫茶・軽食コーナー[1]
  - 「いわみのおばちゃん家」 (9:30 - 18:00)
  - 「ベルフル」 (9:00 - 19:00)
- 売店 (9:00 - 19:00)[1]
  - 農産物直売所
  - 水産物直売所
  - 土産品
- 自動販売機
- コンビニエンスストア「ローソン」 (24H)[1][2]
  - 郵便ポスト（岩美郵便局）
  - ローソン銀行ATM
- 休憩所 (24H)
- 情報コーナー (24H)

## 休館日
- 年中無休

## アクセス
- 国道9号 - 登録路線
- 鳥取県道37号岩美八東線
  - E9 山陰近畿自動車道 岩美IC（国道9号経由）
  - 鳥取県道186号岩美停車場新井線

### バス停留所
バス停留所は道の駅構内に道の駅きなんせ岩美バス停、小田入口交差点南側（道の駅から約100 m）の鳥取県道37号岩美八東線沿いに日ノ出町バス停がある。

#### 路線バス・乗合タクシー
乗り入れるバス・タクシー会社
- 岩美町営バス

| のりば                           | 路線番号 | 会社名       | 行先・方面など                                                           | 備考 |
| -------------------------------- | -------- | ------------ | ------------------------------------------------------------------------ | ---- |
| 道の駅きなんせ岩美（道の駅構内） |          | 岩美町営バス | （新井・岩美駅経由）サンマート岩美店                                     |      |
| 道の駅きなんせ岩美（道の駅構内） |          | 岩美町営バス | （新井・岩美駅・サンマート岩美店・浦富海岸・田後・羽尾・東浜駅経由）陸上 |      |
| 道の駅きなんせ岩美（道の駅構内） |          | 岩美町営バス | （日ノ出町・院内経由）小田                                               |      |
| 日ノ出町（南行・ポール側）       |          | 岩美町営バス | （院内経由）小田                                                         |      |
| 日ノ出町（北行・ポールの反対側） |          | 岩美町営バス | （新井経由）岩美駅                                                       |      |

廃止
かつては日本交通・ゆめぐりエクスプレスが乗り入れていたが、2021年（令和3年）3月末で廃止された。

## 周辺
- JR西日本山陰本線 岩美駅・大岩駅
- 浦富海岸
- 岩井温泉